# Courbevoie
Courbevoie je severozahodno predmestje Pariza in občina v osrednjem francoskem departmaju Hauts-de-Seine regije Île-de-France, ob reki Seni. Leta 1999 je imelo naselje 69.694 prebivalcev.
Courbevoie je ena najgosteje naseljenih občin v Evropi. V njenem južnem delu se nahaja poslovno središče Pariza La Défense (delno tudi v Nanterru in Puteauxu) z najvišjimi zgradbami v pariški metropoli.

## Administracija
Courbevoie je sedež dveh kantonov:
- Kanton Courbevoie-Jug (del občine Courbevoie: 41.343 prebivalcev),
- Kanton Courbevoie-Sever (del občine Courbevoie: 28.351 prebivalcev).

Kantona sta vključena v okrožje Nanterre.

## Zgodovina
Ime izhaja iz latinske Curva Via v pomenu "ovinek" in se nanaša na rimsko cesto od Pariza do Normandije, ki tod naredi oster zavoj ob hribu, preko katerega je bil Courbevoie zgrajen.

## Pobratena mesta
- Enfield (Združeno kraljestvo),
- Forest/Vorst (Belgija),
- Freudenstadt (Nemčija).